# باله‌خاری کهن
آبسالومیچیس (نام علمی: Absalomichthys velifer) نام یک گونه از راسته سنجاب‌ماهی‌سانان است. این جنس منقرض‌شده از سنجاب ماهی‌ها در دوره میوسن پسین زندگی می‌کرد. آثار باقی‌مانده از این جنس منقرض‌شده تاکنون در جنوب ایالت کالیفرنیا در آمریکا کشف شده‌است.